# Declan Bree

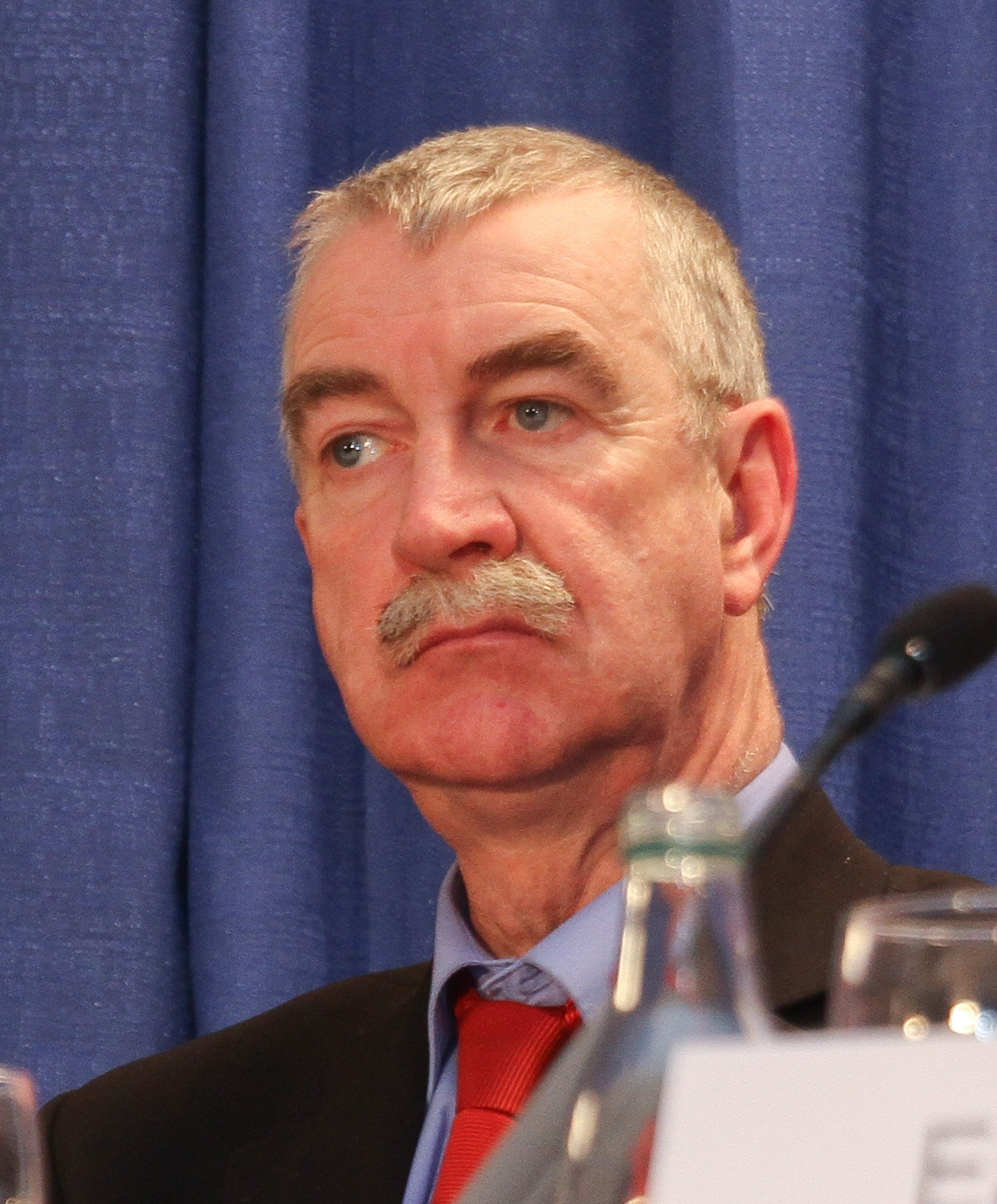
Declan Bree (2011)

Declan Bree (* 1. Juli 1951 im County Sligo) ist ein irischer Politiker (1991 bis 2007: Labour Party). Er war von 1992 bis 1997 Teachta Dála (Abgeordneter) im Dáil Éireann.
Bree war als Gewerkschaftssekretär bei der SIPTU tätig. Bereits 1974 zog er in den Sligo County Council ein und konnte diesen Sitz bis heute halten. Ende der 1960er und Anfang der 1970er war er Mitglied im Connolly Youth Movement, einer kommunistisch/trotzkistischen Jugendbewegung. Von 1977 versuchte er jeweils vergeblich, bei den Wahlen zum Dáil Éireann im Wahlkreis Sligo–Leitrim einen Sitz zu erringen. Erst als er 1991 zur Labour Party übertrat, konnte er bei den Wahlen 1992 diesen Sitz erringen. Bei den nachfolgenden Wahlen 1997 war er jedoch erfolglos, verlor seinen Sitz wieder und konnte ihn auch bei den Wahlen 2002 nicht zurückgewinnen. Wegen diverser Querelen mit der Parteiführung trat Bree aus der Labour Party aus und kandidierte bei den nachfolgenden Wahlen stets als unabhängiger Kandidat. Zuletzt trat er bei den Wahlen zum Dáil Éireann 2020 trat er für die Independents 4 Change an, ohne aber einen Sitz erringen zu können.